# Belgique aux Jeux olympiques d'été de 2024
La Belgique participe aux Jeux olympiques de 2024 à Paris. Il s'agit de sa 28e participation à des Jeux olympiques d'été.
Le cavalier Jérôme Guéry et la joueuse de basket-ball Emma Meesseman sont nommés porte-drapeaux de la délégation belge pour la cérémonie d'ouverture, Nafissatou Thiam étant porte drapeau lors de la cérémonie de cloture.

## Nombre d’athlètes qualifiés par sport
Voici la liste des qualifiés et sélectionnés belges par sport (remplaçants compris) :
| Sport                                                                               | Hommes | Femmes | Total |
| ----------------------------------------------------------------------------------- | ------ | ------ | ----- |
| Athlétisme                                                                          |        |        |       |
| Aviron                                                                              |        |        |       |
| Badminton                                                                           | 1      | 1      | 2     |
| Basket-ball                                                                         | -      | 12     | 12    |
| Boxe                                                                                | 2      | 1      | 3     |
| Breakdance                                                                          | -      | -      | -     |
| Canoë-kayak                                                                         |        |        |       |
| Cyclisme                                                                            |        |        |       |
| Équitation                                                                          |        |        |       |
| Escalade                                                                            | 1      | -      | 1     |
| Escrime                                                                             |        |        |       |
| Football                                                                            | -      | -      | -     |
| Golf                                                                                |        |        |       |
| Gymnastique                                                                         | 3      | 2      | 5     |
| Haltérophilie                                                                       |        |        |       |
| Handball                                                                            | -      | -      | -     |
| Hockey sur gazon                                                                    | 16     | 16     | 32    |
| Judo                                                                                | 3      | 1      | 4     |
| Lutte                                                                               |        |        |       |
| Sports aquatiques • Natation sportive • Plongeon • Natation artistique • Water-polo |        |        |       |
| Pentathlon moderne                                                                  |        |        |       |
| Rugby à sept                                                                        | -      | -      | -     |
| Skateboard                                                                          |        |        |       |
| Surf                                                                                | -      | -      | -     |
| Taekwondo                                                                           | -      | 1      | 1     |
| Tennis                                                                              |        |        |       |
| Tennis de table                                                                     | 2      | -      | 2     |
| Tir                                                                                 |        |        |       |
| Tir à l'arc                                                                         |        |        |       |
| Triathlon                                                                           | 2      | 2      | 4     |
| Voile                                                                               |        |        |       |
| Volley-ball • En salle • Beach-volley                                               | -      | -      | -     |
| Total                                                                               |        |        |       |

## Bilan général
| Sport      | Médaille d'or, Jeux olympiques | Médaille d'argent, Jeux olympiques | Médaille de bronze, Jeux olympiques | Total | Rang pays |
| ---------- | ------------------------------ | ---------------------------------- | ----------------------------------- | ----- | --------- |
| Athlétisme | 1                              | 1                                  | 1                                   | 3     | 13e       |
| Cyclisme   | 2                              | -                                  | 3                                   | 5     | 7e        |
| Judo       | -                              | -                                  | 1                                   | 1     | 20e       |
| Taekwondo  | -                              | -                                  | 1                                   | 1     | 13e       |
| Total      | 3                              | 1                                  | 6                                   | 10    | 25e       |

| Jour       | Médaille d'or, Jeux olympiques | Médaille d'argent, Jeux olympiques | Médaille de bronze, Jeux olympiques | Total |
| ---------- | ------------------------------ | ---------------------------------- | ----------------------------------- | ----- |
| 27 juillet | 1                              | -                                  | 1                                   | 2     |
| 31 juillet | -                              | -                                  | 1                                   | 1     |
| 3 août     | 1                              | -                                  | -                                   | 1     |
| 4 août     | -                              | -                                  | 1                                   | 1     |
| 8 août     | -                              | -                                  | 1                                   | 1     |
| 9 août     | 1                              | -                                  | 2                                   | 3     |
| 10 août    | -                              | 1                                  | -                                   | 1     |
| Total      | 3                              | 1                                  | 6                                   | 10    |

| Sexe   | Médaille d'or, Jeux olympiques | Médaille d'argent, Jeux olympiques | Médaille de bronze, Jeux olympiques | Total |
| ------ | ------------------------------ | ---------------------------------- | ----------------------------------- | ----- |
| Hommes | 2                              | 1                                  | 2                                   | 5     |
| Femmes | 1                              | -                                  | 4                                   | 5     |
| Mixte  | -                              | -                                  | -                                   | 0     |
| Total  | 3                              | 1                                  | 6                                   | 10    |

## Médaillés
| Sport              | Discipline                | Athlète(s)       | Performance     | Date       |
| ------------------ | ------------------------- | ---------------- | --------------- | ---------- |
| Cyclisme sur route | Contre-la-montre masculin | Remco Evenepoel  | 36 min 12 s     | 27 juillet |
| Cyclisme sur route | Course en ligne masculine | Remco Evenepoel  | 6 h 19 min 34 s | 3 août     |
| Athlétisme         | Heptathlon                | Nafissatou Thiam | 6 880 pts       | 9 août     |

| Sport      | Discipline        | Athlète(s)  | Performance    | Date    |
| ---------- | ----------------- | ----------- | -------------- | ------- |
| Athlétisme | Marathon masculin | Bashir Abdi | 2 h 6 min 47 s | 10 août |

| Sport              | Discipline                | Athlète(s)            | Performance                  | Date       |
| ------------------ | ------------------------- | --------------------- | ---------------------------- | ---------- |
| Cyclisme sur route | Contre-la-montre masculin | Wout van Aert         | 36 min 37 s                  | 27 juillet |
| Judo               | Moins de 70 kg féminin    | Gabriella Willems     | 1-0 contre Sanne van Dijke   | 31 juillet |
| Cyclisme sur route | Course en ligne féminine  | Lotte Kopecky         | 4 h 0 min 21 s               | 4 août     |
| Cyclisme sur piste | Omnium masculin           | Fabio Van Den Bossche | 131 pts                      | 8 août     |
| Athlétisme         | Heptathlon                | Noor Vidts            | 6 707 pts                    | 9 août     |
| Taekwondo          | Moins de 67 kg féminin    | Sarah Chaâri          | 2-1 contre Ozoda Sobirjonova | 9 août     |

## Résultats

### Athlétisme

#### Hommes
| Athlètes                                                  | Épreuve          | Premier tour (ou tour préliminaire) | Premier tour (ou tour préliminaire) | Repêchage (ou premier tour) | Repêchage (ou premier tour) | Demi-finales  | Demi-finales | Finale          | Finale                             |
| Athlètes                                                  | Épreuve          | Temps                               | Rang                                | Temps                       | Rang                        | Temps         | Rang         | Temps           | Rang                               |
| --------------------------------------------------------- | ---------------- | ----------------------------------- | ----------------------------------- | --------------------------- | --------------------------- | ------------- | ------------ | --------------- | ---------------------------------- |
| Dylan Borlée                                              | 400 m            | 45 s 36                             | 5e Re                               | 45 s 51                     | 4e                          | Éliminé       | Éliminé      | Éliminé         | Éliminé                            |
| Alexander Doom                                            | 400 m            | 45 s 01                             | 4e Q                                | Non disputé                 | Non disputé                 | 1 min 55 s 10 | 8e           | Éliminé         | Éliminé                            |
| Jonathan Sacoor                                           | 400 m            | 45 s 08                             | 4e Re                               | Non partant                 | Non partant                 | Éliminé       | Éliminé      | Éliminé         | Éliminé                            |
| Eliott Crestan                                            | 800 m            | 1 min 45 s 51                       | 1er Q                               | Non disputé                 | Non disputé                 | 1 min 43 s 72 | 5e           | Éliminé         | Éliminé                            |
| Tibo De Smet                                              | 800 m            | 1 min 46 s 03                       | 7e Re                               | 1 min 46 s 59               | 4e                          | Éliminé       | Éliminé      | Éliminé         | Éliminé                            |
| Pieter Sisk                                               | 800 m            | 1 min 46 s 60                       | 6e Re                               | 1 min 45 s 49               | 3e                          | Éliminé       | Éliminé      | Éliminé         | Éliminé                            |
| Ruben Verheyden                                           | 1 500 m          | 3 min 36 s 62                       | 12e Re                              | 3 min 36 s 06               | 10e                         | Éliminé       | Éliminé      | Éliminé         | Éliminé                            |
| Jochem Vermeulen                                          | 1 500 m          | 3 min 36 s 66                       | 7e Re                               | 3 min 36 s 14               | 6e                          | Éliminé       | Éliminé      | Éliminé         | Éliminé                            |
| John Heymans                                              | 5 000 m          | 14 min 8 s 33                       | 3e Q                                | Non disputé                 | Non disputé                 | Non disputé   | Non disputé  | 13 min 19 s 25  | 11e                                |
| Isaac Kimeli                                              | 5 000 m          | 13 min 52 s 18                      | 3e Q                                | Non disputé                 | Non disputé                 | Non disputé   | Non disputé  | 13 min 18 s 10  | 8e                                 |
| Isaac Kimeli                                              | 10 000 m         | Non disputé                         | Non disputé                         | Non disputé                 | Non disputé                 | Non disputé   | Non disputé  | 27 min 51 s 52  | 19e                                |
| Bashir Abdi                                               | Marathon         | Non disputé                         | Non disputé                         | Non disputé                 | Non disputé                 | Non disputé   | Non disputé  | 2 h 6 min 47 s  | Médaille d'argent, Jeux olympiques |
| Koen Naert                                                | Marathon         | Non disputé                         | Non disputé                         | Non disputé                 | Non disputé                 | Non disputé   | Non disputé  | 2 h 16 min 33 s | 61e                                |
| Michael Somers                                            | Marathon         | Non disputé                         | Non disputé                         | Non disputé                 | Non disputé                 | Non disputé   | Non disputé  | 2 h 10 min 32 s | 22e                                |
| Elie Bacari                                               | 110 m haies      | 13 s 66                             | 7e Re                               | 14 s 13                     | 7e                          | Éliminé       | Éliminé      | Éliminé         | Éliminé                            |
| Michael Obasuyi                                           | 110 m haies      | 13 s 41                             | 3e Q                                | Non disputé                 | Non disputé                 | 13 s 36       | 5e           | Éliminé         | Éliminé                            |
| Jonathan Sacoor Dylan Borlée Florent Mabille Kevin Borlée | Relais 4 × 400 m | 2 min 59 s 84                       | 3e Q                                | Non disputé                 | Non disputé                 | Non disputé   | Non disputé  | 2 min 57 s 75   | 4e                                 |

| Athlètes       | Épreuve           | Qualification | Qualification | Finale      | Finale  |
| Athlètes       | Épreuve           | Performance   | Rang          | Performance | Rang    |
| -------------- | ----------------- | ------------- | ------------- | ----------- | ------- |
| Thomas Carmoy  | Saut en hauteur   | 2,20 m        | 19e           | Éliminé     | Éliminé |
| Ben Broeders   | Saut à la perche  | 5,60 m        | 15e           | Éliminé     | Éliminé |
| Philip Milanov | Lancer du disque  | 62,44 m       | 15e           | Éliminé     | Éliminé |
| Timothy Herman | Lancer du javelot | 79,42 m       | 20e           | Éliminé     | Éliminé |

#### Femmes
| Athlètes                                                                  | Épreuve          | Premier tour (ou tour préliminaire) | Premier tour (ou tour préliminaire) | Repêchage (ou premier tour) | Repêchage (ou premier tour) | Demi-finales | Demi-finales | Finale         | Finale      |
| Athlètes                                                                  | Épreuve          | Temps                               | Rang                                | Temps                       | Rang                        | Temps        | Rang         | Temps          | Rang        |
| ------------------------------------------------------------------------- | ---------------- | ----------------------------------- | ----------------------------------- | --------------------------- | --------------------------- | ------------ | ------------ | -------------- | ----------- |
| Delphine Nkansa                                                           | 100 m            | Non dsputé                          | Non dsputé                          | 11 s 20                     | 3e Q                        | 11 s 28      | 7e           | Éliminée       | Éliminée    |
| Rani Rosius                                                               | 100 m            | Non dsputé                          | Non dsputé                          | 11 s 10                     | 4e Q                        | 11 s 29      | 8e           | Éliminée       | Éliminée    |
| Imke Vervaet                                                              | 200 m            | 23 s 20                             | 7e Re                               | 23 s 33                     | 3e                          | Éliminée     | Éliminée     | Éliminée       | Éliminée    |
| Cynthia Bolingo                                                           | 400 m            | 52 s 77                             | 8e Re                               | Non partante                | Non partante                | Éliminée     | Éliminée     | Éliminée       | Éliminée    |
| Helena Ponette                                                            | 400 m            | 51 s 75                             | 6e Re                               | 51 s 46                     | 5e                          | Éliminée     | Éliminée     | Éliminée       | Éliminée    |
| Élise Vanderelst                                                          | 1 500 m          | 4 min 6 s 95                        | 9e Re                               | 4 min 8 s 86                | 7e                          | Éliminée     | Éliminée     | Éliminée       | Éliminée    |
| Lisa Rooms                                                                | 5 000 m          | 15 min 37 s 55                      | 15e                                 | Non disputé                 | Non disputé                 | Non disputé  | Non disputé  | Éliminé        | Éliminé     |
| Chloé Herbiet                                                             | Marathon         | Non disputé                         | Non disputé                         | Non disputé                 | Non disputé                 | Non disputé  | Non disputé  | Non terminé    | Non terminé |
| Hanne Verbruggen                                                          | Marathon         | Non disputé                         | Non disputé                         | Non disputé                 | Non disputé                 | Non disputé  | Non disputé  | 2 h 29 min 3 s | 19e         |
| Hanne Claes                                                               | 400 m haies      | 54 s 80                             | 4e Q                                | Non disputé                 | Non disputé                 | 55 s 96      | 8e           | Éliminée       | Éliminée    |
| Paulien Couckuyt                                                          | 400 m haies      | 54 s 90                             | 4e Q                                | Non disputé                 | Non disputé                 | 54 s 64      | 5e           | Éliminée       | Éliminée    |
| Naomi Van den Broeck                                                      | 400 m haies      | 55 s 51                             | 5e Re                               | 55 s 11                     | 2e Q                        | 54 s 94      | 6e           | Éliminée       | Éliminée    |
| Rani Vincke Rani Rosius Elise Mehuys Delphine Nkansa                      | Relais 4 × 100 m | DQ                                  | -                                   | Non disputé                 | Non disputé                 | Non disputé  | Non disputé  | Éliminées      | Éliminées   |
| Hanne Claes Imke Vervaet Camille Laus Helena Ponette Naomi Van den Broeck | Relais 4 × 400 m | 3 min 24 s 92                       | 4e Q                                | Non disputé                 | Non disputé                 | Non disputé  | Non disputé  | 3 min 22 s 40  | 7e          |

| Athlètes              | Épreuve           | Qualification | Qualification | Finale      | Finale   |
| Athlètes              | Épreuve           | Performance   | Rang          | Performance | Rang     |
| --------------------- | ----------------- | ------------- | ------------- | ----------- | -------- |
| Vanessa Sterckendries | Lancer du marteau | 67,67 m       | 24e           | Éliminée    | Éliminée |

| Athlètes         | Épreuve  | 100 m H | SH     | LP      | 200 m   | SL     | LJ      | 800 m         | Total | Rang                                |
| ---------------- | -------- | ------- | ------ | ------- | ------- | ------ | ------- | ------------- | ----- | ----------------------------------- |
| Nafissatou Thiam | Résultat | 13 s 56 | 1,92 m | 15,54 m | 24 s 46 | 6,41 m | 54,04 m | 2 min 10 s 62 | 6 880 | Médaille d'or, Jeux olympiques      |
| Nafissatou Thiam | Points   | 1041    | 1132   | 897     | 937     | 978    | 939     | 956           | 6 880 | Médaille d'or, Jeux olympiques      |
| Noor Vidts       | Résultat | 13 s 10 | 1,83 m | 14,57 m | 23 s 86 | 6,40 m | 45,00 m | 2 min 6 s 38  | 6 707 | Médaille de bronze, Jeux olympiques |
| Noor Vidts       | Points   | 1109    | 1016   | 832     | 994     | 975    | 763     | 1018          | 6 707 | Médaille de bronze, Jeux olympiques |

#### Mixte
| Athlètes                                                                        | Épreuve          | Premier tour  | Premier tour | Finale       | Finale |
| Athlètes                                                                        | Épreuve          | Temps         | Rang         | Temps        | Rang   |
| ------------------------------------------------------------------------------- | ---------------- | ------------- | ------------ | ------------ | ------ |
| Jonathan Sacoor Helena Ponette Kevin Borlée Naomi Van den Broeck Alexander Doom | Relais 4 × 400 m | 3 min 10 s 74 | 3e Q         | 3 min 9 s 36 | 4e     |

### Aviron
| Athlètes                       | Compétition    | Série         | Série | Repêchage     | Repêchage   | Quart de finale | Quart de finale | Demi-finale   | Demi-finale | Finale        | Finale |
| Athlètes                       | Compétition    | Temps         | Rang  | Temps         | Rang        | Temps           | Rang            | Temps         | Rang        | Temps         | Rang   |
| ------------------------------ | -------------- | ------------- | ----- | ------------- | ----------- | --------------- | --------------- | ------------- | ----------- | ------------- | ------ |
| Tim Brys                       | Skiff          | 6 min 52 s 35 | 3e QF | Non disputé   | Non disputé | 6 min 46 s 26   | 2e SA/B         | 6 min 45 s 32 | 3e FA       | 6 min 48 s 44 | 4e     |
| Niels Van Zandweghe Tibo Vyvey | Deux de couple | 6 min 45 s 07 | 3e Re | 6 min 42 s 99 | 1ers S/A/B  | Non disputé     | Non disputé     | 6 min 30 s 49 | 5e FB       | 6 min 20 s 28 | 3e     |

Légende: FA = finale A (médaille) ; FB = finale B (pas de médaille) ; FC = finale C (pas de médaille) ; SA/B = demi-finales A/B ; SC/D = demi-finales C/D ; QF = quarts de finale; Re= repêchage

### Badminton
| Athlètes        | Compétition   | Phase de groupes                     | Phase de groupes             | Phase de groupes | 1/8 de finale    | Quarts de finale | Demi-finales     | Finale / 3e place | Rang |
| Athlètes        | Compétition   | Adversaire Score                     | Adversaire Score             | Rang             | Adversaire Score | Adversaire Score | Adversaire Score | Adversaire Score  | Rang |
| --------------- | ------------- | ------------------------------------ | ---------------------------- | ---------------- | ---------------- | ---------------- | ---------------- | ----------------- | ---- |
| Julien Carraggi | Simple hommes | Jonatan Christie 21-18, 11-21, 16-21 | Lakshya Sen 19-21, 14-21     | 3e du gr. L      | Éliminé          | Éliminé          | Éliminé          | Éliminé           | 27e  |
| Lianne Tan      | Simple dames  | Tai Tzu-ying 15-21, 14-21            | Ratchanok Intanon 8-21, 8-21 | 3e du gr. E      | Éliminée         | Éliminée         | Éliminée         | Éliminée          | 27e  |

### Basket-ball
| Épreuve         | Phase de groupe  | Phase de groupe  | Phase de groupe  | Phase de groupe | Quart de finale  | Demi-finale      | Finale / MB      | Rang |
| Épreuve         | Adversaire Score | Adversaire Score | Adversaire Score | Rang            | Adversaire Score | Adversaire Score | Adversaire Score | Rang |
| --------------- | ---------------- | ---------------- | ---------------- | --------------- | ---------------- | ---------------- | ---------------- | ---- |
| Tournoi féminin | Allemagne 69-83  | États-Unis 74-87 | Japon 85-58      | 3e              | Espagne 79-66    | France 75-81     | Australie 81-85  | 4e   |

### Boxe
| Athlètes            | Catégorie             | 1/16 de finale      | 1/8 de finale              | Quart de finale     | Demi-finale         | Finale              | Rang |
| Athlètes            | Catégorie             | Adversaire Résultat | Adversaire Résultat        | Adversaire Résultat | Adversaire Résultat | Adversaire Résultat | Rang |
| ------------------- | --------------------- | ------------------- | -------------------------- | ------------------- | ------------------- | ------------------- | ---- |
| Vasile Usturoi      | Poids plumes (-57 kg) | Non disputé         | Charlie Senior 1-4         | Éliminé             | Éliminé             | Éliminé             | 9e   |
| Victor Schelstraete | Poids lourds (-92 kg) | Non disputé         | Ato Plodzicki-Faoagali 5-0 | Enmanuel Reyes 0-5  | Éliminé             | Éliminé             | 5e   |

| Athlètes      | Catégorie              | 1/16 de finale      | 1/8 de finale       | Quart de finale     | Demi-finale         | Finale              | Rang |
| Athlètes      | Catégorie              | Adversaire Résultat | Adversaire Résultat | Adversaire Résultat | Adversaire Résultat | Adversaire Résultat | Rang |
| ------------- | ---------------------- | ------------------- | ------------------- | ------------------- | ------------------- | ------------------- | ---- |
| Oshin Derieuw | Poids welters (-66 kg) | Non disputé         | Ivanusa Moreira 3-2 | Yang Liu 0-5        | Éliminée            | Éliminée            | 5e   |

### Canoë-kayak

#### Course en ligne
| Athlète       | Compétition | Séries        | Séries | Quarts de finale | Quarts de finale | Demi-finales | Demi-finales | Finales A, B, C | Finales A, B, C |
| Athlète       | Compétition | Temps         | Rang   | Temps            | Rang             | Temps        | Rang         | Temps           | Rang            |
| ------------- | ----------- | ------------- | ------ | ---------------- | ---------------- | ------------ | ------------ | --------------- | --------------- |
| Artuur Peters | K1 1 000 m  | 3 min 31 s 55 | 4e QF  | 3 min 51 s 20    | 6e               | Éliminé      | Éliminé      | Éliminé         | Éliminé         |

| Athlète                    | Compétition | Séries        | Séries | Quarts de finale | Quarts de finale | Demi-finales  | Demi-finales | Finales A, B, C | Finales A, B, C |
| Athlète                    | Compétition | Temps         | Rang   | Temps            | Rang             | Temps         | Rang         | Temps           | Rang            |
| -------------------------- | ----------- | ------------- | ------ | ---------------- | ---------------- | ------------- | ------------ | --------------- | --------------- |
| Lize Broekx Hermien Peters | K2 500 m    | 1 min 41 s 80 | 2e SF  | Non disputé      | Non disputé      | 1 min 39 s 74 | 2e FA        | 1 min 39 s 84   | 5e              |
| Lize Broekx                | K1 500 m    | 1 min 52 s 32 | 5e QF  | 1 min 49 s 78    | 1re SF           | 1 min 52 s 84 | 4e FB        | 1 min 53 s 67   | 6e              |
| Hermien Peters             | K1 500 m    | 1 min 51 s 46 | 2e SF  | Non disputé      | Non disputé      | 1 min 49 s 87 | 1re FA       | 1 min 52 s 26   | 7e              |

### Cyclisme

#### BMX
| Athlète       | Compétition | Quarts de finale | Quarts de finale | Quarts de finale | Quarts de finale | Repêchage | Demi-finales | Demi-finales | Demi-finales | Demi-finales | Finale   |
| Athlète       | Compétition | Manche 1         | Manche 2         | Manche 3         | Total            | Repêchage | Manche 1     | Manche 2     | Manche 3     | Total        | Finale   |
| ------------- | ----------- | ---------------- | ---------------- | ---------------- | ---------------- | --------- | ------------ | ------------ | ------------ | ------------ | -------- |
| Ruben Gommers | Hommes      | 5e               | 5e               | 5e               | 13e Re           | 7e        | Éliminé      | Éliminé      | Éliminé      | Éliminé      | Éliminé  |
| Aiko Gommers  | Femmes      | 6e               | 6e               | 7e               | 19e Re           | 5e        | Éliminée     | Éliminée     | Éliminée     | Éliminée     | Éliminée |

#### Piste
| Athlète        | Compétition                 | Qualification | Qualification | 1/32 de finale          | Repêchages 1              | 1/16 de finale   | Repêchages 2     | 1/8 de finale    | Repêchages 3     | Quarts de finale | Demi-finales     | Finale Match de classement | Finale Match de classement |
| Athlète        | Compétition                 | Temps         | Rang          | Adversaire Temps        | Adversaire Temps          | Adversaire Temps | Adversaire Temps | Adversaire Temps | Adversaire Temps | Adversaire Temps | Adversaire Temps | Adversaire Temps           | Rang                       |
| -------------- | --------------------------- | ------------- | ------------- | ----------------------- | ------------------------- | ---------------- | ---------------- | ---------------- | ---------------- | ---------------- | ---------------- | -------------------------- | -------------------------- |
| Julie Nicolaes | Vitesse individuelle femmes | 10 s 809      | 24e           | Lea Friedrich + 1 s 015 | Daniela Gaxiola + 0 s 509 | Éliminée         | Éliminée         | Éliminée         | Éliminée         | Éliminée         | Éliminée         | Éliminée                   | e                          |

| Athlète                                                              | Compétition | Qualification  | Qualification | Premier tour                    | Premier tour | Finale / Classement | Finale / Classement |
| Athlète                                                              | Compétition | Temps          | Rang          | Adversaire Résultat             | Rang         | Adversaire Résultat | Rang                |
| -------------------------------------------------------------------- | ----------- | -------------- | ------------- | ------------------------------- | ------------ | ------------------- | ------------------- |
| Lindsay De Vylder Fabio Van den Bossche Tuur Dens Noah Vandenbranden | Hommes      | 3 min 47 s 232 | 7e Q          | Nouvelle-Zélande 3 min 45 s 685 | 2e Q7-8      | Canada -            | 8e                  |

| Athlète          | Compétition | 1er tour | Repêchages  | Quarts de finale | Demi-finales | Finale (1-6) ou classement (7-12) |
| Athlète          | Compétition | Rang     | Rang        | Rang             | Rang         | Rang                              |
| ---------------- | ----------- | -------- | ----------- | ---------------- | ------------ | --------------------------------- |
| Nicky Degrendele | Femmes      | 1re Q1-4 | Non disputé | 3e Q1-2          | 4e Q7-12     | 11e                               |
| Julie Nicolaes   | Femmes      | 5e Re    | 3e          | Éliminée         | Éliminée     | Éliminée                          |

| Athlète               | Compétition | Scratch | Course tempo | Élimination | Course aux points | Course aux points | Total      | Rang                                |
| Athlète               | Compétition | Rang    | Rang         | Rang        | Points            | Rang              | Total      | Rang                                |
| --------------------- | ----------- | ------- | ------------ | ----------- | ----------------- | ----------------- | ---------- | ----------------------------------- |
| Lotte Kopecky         | Femmes      | 17e     | 6e           | 4e          | 44                | 3e                | 116 points | 4e                                  |
| Fabio Van den Bossche | Hommes      | 3e      | 1er          | 6e          | 25                | 6e                | 131 points | Médaille de bronze, Jeux olympiques |

#### Route
| Athlète         | Compétition      | Temps           | Rang                                |
| --------------- | ---------------- | --------------- | ----------------------------------- |
| Remco Evenepoel | Course en ligne  | 6 h 19 min 34 s | Médaille d'or, Jeux olympiques      |
| Wout van Aert   | Course en ligne  | 6 h 23 min 21 s | 37e                                 |
| Jasper Stuyven  | Course en ligne  | 6 h 21 min 54 s | 21e                                 |
| Tiesj Benoot    | Course en ligne  | 6 h 26 min 57 s | 48e                                 |
| Remco Evenepoel | Contre-la-montre | 36 min 12 s 16  | Médaille d'or, Jeux olympiques      |
| Wout van Aert   | Contre-la-montre | 36 min 37 s 79  | Médaille de bronze, Jeux olympiques |

| Athlète               | Compétition      | Temps          | Rang                                |
| --------------------- | ---------------- | -------------- | ----------------------------------- |
| Justine Ghekiere      | Course en ligne  | 4 h 4 min 23 s | 24e                                 |
| Lotte Kopecky         | Course en ligne  | 4 h 0 min 21 s | Médaille de bronze, Jeux olympiques |
| Julie Van de Velde    | Course en ligne  | 4 h 7 min 21 s | 53e                                 |
| Margot Vanpachtenbeke | Course en ligne  | 4 h 7 min 16 s | 43e                                 |
| Lotte Kopecky         | Contre-la-montre | 41 min 34 s 82 | 6e                                  |

#### VTT
| Athlète             | Compétition | Temps           | Rang |
| ------------------- | ----------- | --------------- | ---- |
| Pierre de Froidmont | Hommes      | 1 h 30 min 21 s | 18e  |
| Jens Schuermans     | Hommes      | 1 h 33 min 29 s | 26e  |
| Emeline Detilleux   | Femmes      | à 1 tour        | 25e  |

### Équitation
| Athlète                                        | Cheval                                       | Compétition | Grand Prix           | Grand Prix | Grand Prix Spécial | Grand Prix Spécial | Grand Prix Spécial | Grand Prix Freestyle | Grand Prix Freestyle | Grand Prix Freestyle | Total    | Total    |
| Athlète                                        | Cheval                                       | Compétition | Score                | Rang       | Score              | Total              | Rang               | Score                | Total                | Rang                 | Score    | Rang     |
| ---------------------------------------------- | -------------------------------------------- | ----------- | -------------------- | ---------- | ------------------ | ------------------ | ------------------ | -------------------- | -------------------- | -------------------- | -------- | -------- |
| Larissa Pauluis Domien Michiels Flore de Winne | Flambeau Intermezzo VH Meerdaalhof Flynn FRH | Par équipes | 72,127 72,531 73,028 | 6e         |                    |                    | e                  | Non disputé          | Non disputé          | Non disputé          |          | e        |
| Flore de Winne                                 | Flynn FRH                                    | Individuel  | 73,028               | 19e        | Non disputé        | Non disputé        | Non disputé        | Éliminée             | Éliminée             | Éliminée             | Éliminée | Éliminée |
| Domien Michiels                                | Intermezzo VH Meerdaalhof                    | Individuel  | 72,531               | 22e        | Non disputé        | Non disputé        | Non disputé        | Éliminée             | Éliminée             | Éliminée             | Éliminée | Éliminée |
| Larissa Pauluis                                | Flambeau                                     | Individuel  | 72,127               | 23e        | Non disputé        | Non disputé        | Non disputé        | Éliminée             | Éliminée             | Éliminée             | Éliminée | Éliminée |

| Athlète                                 | Cheval                                                | Compétition | Qualification | Qualification | Qualification | Qualification           | Qualification | Finale    | Finale    | Finale    | Finale                  | Finale  |
| Athlète                                 | Cheval                                                | Compétition | Pénalités     | Pénalités     | Pénalités     | Temps                   | Rang          | Pénalités | Pénalités | Pénalités | Temps                   | Rang    |
| Athlète                                 | Cheval                                                | Compétition | Saut          | Temps         | Total         | Temps                   | Rang          | Saut      | Temps     | Total     | Temps                   | Rang    |
| --------------------------------------- | ----------------------------------------------------- | ----------- | ------------- | ------------- | ------------- | ----------------------- | ------------- | --------- | --------- | --------- | ----------------------- | ------- |
| Gilles Thomas Wilm Vermeir Jérôme Guéry | Ermitage Kalone IQ Van Het Steentje Quel Homme De Hus | Par équipes | 0 4           | 0             | 8             | 77 s 80 76 s 87 76 s 85 | 4e            | 8 4 8     | 0         | 20        | 78 s 14 78 s 72 77 s 96 | 8e      |
| Jérôme Guéry                            | Quel Homme De Hus                                     | Individuel  | 4             | 0             | 4             | 75 s 54                 | 35e           | Éliminé   | Éliminé   | Éliminé   | Éliminé                 | Éliminé |
| Gilles Thomas                           | Ermitage Kalone                                       | Individuel  | 0             | 0             | 0             | 76 s 68                 | 15e Q         | 8         | 0         | 8         | 83 s 95                 | 20e     |
| Grégory Wathelet                        | Bond Jamesbond de Hay                                 | Individuel  | 4             | 0             | 4             | 71 s 97                 | 23e Q         | 8         | 0         | 8         | 78 s 76                 | 15e     |

| Athlète                                             | Cheval                                                    | Compétition | Dressage  | Dressage | Cross-country | Cross-country | Cross-country | Saut d'obstacles | Saut d'obstacles | Saut d'obstacles | Saut d'obstacles | Saut d'obstacles | Saut d'obstacles | Total     | Total |
| Athlète                                             | Cheval                                                    | Compétition | Dressage  | Dressage | Cross-country | Cross-country | Cross-country | Qualification    | Qualification    | Qualification    | Finale           | Finale           | Finale           | Total     | Total |
| Athlète                                             | Cheval                                                    | Compétition | Pénalités | Rang     | Pénalités     | Total         | Rang          | Pénalités        | Total            | Rang             | Pénalités        | Total            | Rang             | Pénalités | Rang  |
| --------------------------------------------------- | --------------------------------------------------------- | ----------- | --------- | -------- | ------------- | ------------- | ------------- | ---------------- | ---------------- | ---------------- | ---------------- | ---------------- | ---------------- | --------- | ----- |
| Tine Magnus Karin Donckers Lara Meier de Liedekerke | Dia Van Het Lichterveld Z Leipheimer Van 'T Verahof Origi | Par équipes |           | e        |               |               | e             |                  |                  | e                |                  |                  | e                | 123.40    | 4e    |
| Lara de Liedekerke                                  |                                                           | Individuel  |           | e        |               |               | e             |                  |                  | e                |                  |                  | e                |           | e     |
| Karin Donckers                                      |                                                           | Individuel  |           | e        |               |               | e             |                  |                  | e                |                  |                  | e                |           | e     |
| Tine Magnus                                         |                                                           | Individuel  |           | e        |               |               | e             |                  |                  | e                |                  |                  | e                |           | e     |

### Escalade
| Athlète           | Compétition | Demi-finale | Demi-finale | Demi-finale | Demi-finale | Demi-finale | Demi-finale             | Demi-finale     | Demi-finale | Finale   | Finale   | Finale   | Finale   | Finale  | Finale                  | Finale          |
| Athlète           | Compétition | Bloc        | Bloc        | Bloc        | Bloc        | Bloc        | Points de la difficulté | Total de points | Classement  | Bloc     | Bloc     | Bloc     | Bloc     | Bloc    | Points de la difficulté | Total de points |
| Athlète           | Compétition | Passages    | Passages    | Passages    | Passages    | Points      | Points de la difficulté | Total de points | Classement  | Passages | Passages | Passages | Passages | Points  | Points de la difficulté | Total de points |
| Athlète           | Compétition | 1er         | 2e          | 3e          | 4e          | Points      | Points de la difficulté | Total de points | Classement  | 1er      | 2e       | 3e       | 4e       | Points  | Points de la difficulté | Total de points |
| ----------------- | ----------- | ----------- | ----------- | ----------- | ----------- | ----------- | ----------------------- | --------------- | ----------- | -------- | -------- | -------- | -------- | ------- | ----------------------- | --------------- |
| Hannes Van Duysen | Hommes      | 10          | 9.8         | 4.8         | 9.7         | 34.3        | 12.0                    | 46.3            | 14e         | Éliminé  | Éliminé  | Éliminé  | Éliminé  | Éliminé | Éliminé                 | Éliminé         |

### Escrime
| Athlète        | Compétition       | 1/32 de finale   | Seizièmes de finale  | Huitièmes de finale    | Quarts de finale     | Demi-finales / Classement | Finale / Classement | Rang |
| Athlète        | Compétition       | Adversaire Score | Adversaire Score     | Adversaire Score       | Adversaire Score     | Adversaire Score          | Adversaire Score    | Rang |
| -------------- | ----------------- | ---------------- | -------------------- | ---------------------- | -------------------- | ------------------------- | ------------------- | ---- |
| Neisser Loyola | Épée individuelle | Exempté          | Bayard Victoire 15-9 | Siklósi Victoire 14-13 | El-Sayed Défaite 8-9 | Éliminé                   | Éliminé             | 5e   |

### Golf
| Athlète                   | Compétition       | Jour 1 | Jour 2 | Jour 3 | Jour 4 | Jour 4 | Jour 4 |
| Athlète                   | Compétition       | Score  | Score  | Score  | Score  | Total  | Rang   |
| ------------------------- | ----------------- | ------ | ------ | ------ | ------ | ------ | ------ |
| Thomas Detry              | Épreuve masculine | 71     | 63     | 69     | 69     | 272    | 9e     |
| Adrien Dumont de Chassart | Épreuve masculine | 70     | 70     | 70     | 73     | 283    | 40e    |
| Manon De Roey             | Épreuve féminine  | 72     | 75     | 71     | 72     | 290    | 29e    |

### Gymnastique artistique
| Athlète             | Compétition      | Qualifications | Qualifications | Qualifications | Qualifications | Qualifications    | Qualifications | Qualifications | Qualifications | Finale   | Finale         | Finale   | Finale   | Finale            | Finale     | Finale | Finale |
| Athlète             | Compétition      | Appareil       | Appareil       | Appareil       | Appareil       | Appareil          | Appareil       | Total          | Rang           | Appareil | Appareil       | Appareil | Appareil | Appareil          | Appareil   | Total  | Rang   |
| Athlète             | Compétition      | Sol            | Cheval d'arçon | Anneaux        | Saut           | Barres parallèles | Barre fixe     | Total          | Rang           | Sol      | Cheval d'arçon | Anneaux  | Saut     | Barres parallèles | Barre fixe | Total  | Rang   |
| ------------------- | ---------------- | -------------- | -------------- | -------------- | -------------- | ----------------- | -------------- | -------------- | -------------- | -------- | -------------- | -------- | -------- | ----------------- | ---------- | ------ | ------ |
| Glen Cuyle          | Concours général |                |                |                |                |                   |                |                | e              |          |                |          |          |                   |            |        | e      |
| Noah Kuavita        | Concours général |                |                |                |                |                   |                |                | e              |          |                |          |          |                   |            |        | e      |
| Luka Van den Keybus | Concours général |                |                |                |                |                   |                |                | e              |          |                |          |          |                   |            |        | e      |

| Athlète           | Compétition         | Qualifications | Qualifications      | Qualifications | Qualifications | Qualifications | Qualifications | Finale   | Finale              | Finale   | Finale   | Finale   | Finale   |
| Athlète           | Compétition         | Appareil       | Appareil            | Appareil       | Appareil       | Total          | Rang           | Appareil | Appareil            | Appareil | Appareil | Total    | Rang     |
| Athlète           | Compétition         | Saut           | Barres asymétriques | Poutre         | Sol            | Total          | Rang           | Saut     | Barres asymétriques | Poutre   | Sol      | Total    | Rang     |
| ----------------- | ------------------- | -------------- | ------------------- | -------------- | -------------- | -------------- | -------------- | -------- | ------------------- | -------- | -------- | -------- | -------- |
| Nina Derwael      | Barres asymétriques | -              | 14.733              | -              | -              | 14.733         | 4e             | -        | 14.766              | -        | -        | 14.766   | 4e       |
| Nina Derwael      | Poutre              | -              | -                   | 12.766         | -              | 12.766         | 43e            | Éliminée | Éliminée            | Éliminée | Éliminée | Éliminée | Éliminée |
| Maellyse Brassart | Concours général    | 13.300         | 13.766              | 11.600         | 12.533         | 51.199         | 37e            | Éliminée | Éliminée            | Éliminée | Éliminée | Éliminée | Éliminée |

### Haltérophilie
| Athlète      | Compétition    | Arraché  | Arraché | Épaulé-jeté | Épaulé-jeté | Total | Rang |
| Athlète      | Compétition    | Résultat | Rang    | Résultat    | Rang        | Total | Rang |
| ------------ | -------------- | -------- | ------- | ----------- | ----------- | ----- | ---- |
| Nina Sterckx | Moins de 49 kg | 0 kg     | -       | DNF         | DNF         | DNF   | DNF  |

### Hockey sur gazon
| Épreuve          | Premier tour     | Premier tour         | Premier tour     | Premier tour     | Premier tour     | Premier tour | Quart de finale  | Demi-finale      | Finale / MB         | Rang |
| Épreuve          | Adversaire Score | Adversaire Score     | Adversaire Score | Adversaire Score | Adversaire Score | Rang         | Adversaire Score | Adversaire Score | Adversaire Score    | Rang |
| ---------------- | ---------------- | -------------------- | ---------------- | ---------------- | ---------------- | ------------ | ---------------- | ---------------- | ------------------- | ---- |
| Tournoi masculin | Irlande 2-0      | Nouvelle-Zélande 2-1 | Australie 6-2    | Inde 2-1         | Argentine 3-3    | 1ers         | Espagne 2-3      | Éliminés         | Éliminés            | 5e   |
| Tournoi féminin  | Chine 2-1        | France 5-0           | Japon 3-0        | Pays-Bas 1-3     | Allemagne 2-0    | 2es          | Espagne 2-0      | Chine 1-1 (2-3)  | Argentine 2-2 (1-3) | 4e   |

### Judo
| Athlète           | Compétition     | 1er tour                | 2e tour                | Quart de finale     | Demi-finale         | Repêchage                     | Finale / CB         | Rang |
| Athlète           | Compétition     | Adversaire Résultat     | Adversaire Résultat    | Adversaire Résultat | Adversaire Résultat | Adversaire Résultat           | Adversaire Résultat | Rang |
| ----------------- | --------------- | ----------------------- | ---------------------- | ------------------- | ------------------- | ----------------------------- | ------------------- | ---- |
| Jorre Verstraeten | Moins de 60 kg  | Jairo Moreno 1-0        | Francisco Garrigós 0-1 | Éliminé             | Éliminé             | Éliminé                       | Éliminé             | 9e   |
| Matthias Casse    | Moins de 81 kg  | Sibghatullah Arab 11-1  | Attila Ungvári 10-0    | Takanori Nagase 0-1 | Éliminé             | François Gauthier-Drapeau 1-0 | Lee Joon-Hwan 0-1   | 5e   |
| Toma Nikiforov    | Moins de 100 kg | Nurlykhan Sharkhan 0-10 | Éliminé                | Éliminé             | Éliminé             | Éliminé                       | Éliminé             | 17e  |

| Athlète           | Compétition    | 1er tour            | 2e tour                 | Quart de finale       | Demi-finale         | Repêchage            | Finale / CB         | Rang                                |
| Athlète           | Compétition    | Adversaire Résultat | Adversaire Résultat     | Adversaire Résultat   | Adversaire Résultat | Adversaire Résultat  | Adversaire Résultat | Rang                                |
| ----------------- | -------------- | ------------------- | ----------------------- | --------------------- | ------------------- | -------------------- | ------------------- | ----------------------------------- |
| Gabriella Willems | Moins de 70 kg | María Pérez 10-0    | Elisavet Teltsidou 10-0 | Miriam Butkereit 0-10 | Éliminée            | Marie-Ève Gahié 10-0 | Sanne van Dijke 1-0 | Médaille de bronze, Jeux olympiques |

### Natation
| Athlète        | Épreuve          | Séries        | Séries | Demi-finales  | Demi-finales | Finale  | Finale  |
| Athlète        | Épreuve          | Temps         | Rang   | Temps         | Rang         | Temps   | Rang    |
| -------------- | ---------------- | ------------- | ------ | ------------- | ------------ | ------- | ------- |
| Lucas Henveaux | 200 m nage libre | 1 min 46 s 04 | 3e Q   | 1 min 46 s 20 | 11e          | Éliminé | Éliminé |
| Lucas Henveaux | 400 m nage libre | 3 min 46 s 76 | 12e    | Non disputé   | Non disputé  | Éliminé | Éliminé |
| Lucas Henveaux | 800 m nage libre | 7 min 51 s 51 | 19e    | Non disputé   | Non disputé  | Éliminé | Éliminé |

| Athlète           | Épreuve          | Séries        | Séries | Demi-finales  | Demi-finales | Finale   | Finale   |
| Athlète           | Épreuve          | Temps         | Rang   | Temps         | Rang         | Temps    | Rang     |
| ----------------- | ---------------- | ------------- | ------ | ------------- | ------------ | -------- | -------- |
| Florine Gaspard   | 50 m nage libre  | 24 s 69       | 14e Q  | 24 s 82       | 15e          | Éliminée | Éliminée |
| Valentine Dumont  | 200 m nage libre | 1 min 57 s 50 | 12e Q  | 1 min 57 s 50 | 13e          | Éliminée | Éliminée |
| Valentine Dumont  | 400 m nage libre | 4 min 8 s 25  | 12e    | Non disputé   | Non disputé  | Éliminée | Éliminée |
| Roos Vanotterdijk | 100 m dos        | 59 s 68       | 9e Q   | 59 s 86       | 10e          | Éliminée | Éliminée |
| Roos Vanotterdijk | 100 m papillon   | 57 s 54       | 10e Q  | 57 s 25       | 10e          | Éliminée | Éliminée |

### Taekwondo
| Athlète      | Compétition    | 1er tour              | Quart de finale     | Demi-finale         | Repêchage           | Finale / CB           | Rang                                |
| Athlète      | Compétition    | Adversaire Résultat   | Adversaire Résultat | Adversaire Résultat | Adversaire Résultat | Adversaire Résultat   | Rang                                |
| ------------ | -------------- | --------------------- | ------------------- | ------------------- | ------------------- | --------------------- | ----------------------------------- |
| Sarah Chaâri | Moins de 67 kg | Madelyn Rodríguez 2-0 | Aya Shehata 2-0     | Viviana Márton 0-2  | Non disputé         | Ozoda Sobirjonova 2-1 | Médaille de bronze, Jeux olympiques |

### Tennis
| Joueur (n° de tête de série) | Compétition | 1/32 de finale                   | 1/16 de finale      | 1/8 de finale       | Quarts de finale    | Demi-finales        | Finale / MB         |
| Joueur (n° de tête de série) | Compétition | Adversaire Résultat              | Adversaire Résultat | Adversaire Résultat | Adversaire Résultat | Adversaire Résultat | Adversaire Résultat |
| ---------------------------- | ----------- | -------------------------------- | ------------------- | ------------------- | ------------------- | ------------------- | ------------------- |
| Zizou Bergs                  | Messieurs   | Stéfanos Tsitsipás 6-7, 6-1, 1-6 | Éliminé             | Éliminé             | Éliminé             | Éliminé             | Éliminé             |

| Joueurs (n° de tête de série) | Compétition | 1/16 de finale                     | 1/8 de finale                                | Quarts de finale     | Demi-finales         | Finale / MB          |
| Joueurs (n° de tête de série) | Compétition | Adversaires Résultat               | Adversaires Résultat                         | Adversaires Résultat | Adversaires Résultat | Adversaires Résultat |
| ----------------------------- | ----------- | ---------------------------------- | -------------------------------------------- | -------------------- | -------------------- | -------------------- |
| Sander Gillé Joran Vliegen    | Messieurs   | Arthur Fils / Ugo Humbert 7-5, 6-4 | Daniel Evans / Andy Murray 3-6, 7-68, [9-11] | Éliminés             | Éliminés             | Éliminés             |

### Tennis de table
| Athlète         | Compétition      | 2e tour               | 3e tour             | 4e tour             | Quart de finale     | Demi-finale         | Finale / MB         | Rang |
| Athlète         | Compétition      | Adversaire(s) Score   | Adversaire(s) Score | Adversaire(s) Score | Adversaire(s) Score | Adversaire(s) Score | Adversaire(s) Score | Rang |
| --------------- | ---------------- | --------------------- | ------------------- | ------------------- | ------------------- | ------------------- | ------------------- | ---- |
| Martin Allegro  | Simple messieurs | Tomokazu Harimoto 0-4 | Éliminé             | Éliminé             | Éliminé             | Éliminé             | Éliminé             | 33e  |
| Cedric Nuytinck | Simple messieurs | Truls Möregårdh 0-4   | Éliminé             | Éliminé             | Éliminé             | Éliminé             | Éliminé             | 33e  |

### Triathlon
| Athlète          | Compétition | Natation (1,5 km) | Transition 1 | Vélo (40 km) | Transition 2 | Course (10 km) | Temps           | Résultat |
| ---------------- | ----------- | ----------------- | ------------ | ------------ | ------------ | -------------- | --------------- | -------- |
| Jelle Geens      | Hommes      | 23 min 13 s       | 53 s         | 54 min 16 s  | 26 s         | 31 min 47 s    | 1 h 50 min 35 s | 42e      |
| Marten Van Riel  | Hommes      | 20 min 34 s       | 56 s         | 51 min 53 s  | 26 s         | 32 min 22 s    | 1 h 46 min 11 s | 22e      |
| Claire Michel    | Femmes      | 26 min 5 s        | 56 s         | 59 min 16 s  | 28 s         | 35 min 37 s    | 2 h 2 min 22 s  | 38e      |
| Jolien Vermeylen | Femmes      | 22 min 42 s       | 54 s         | 59 min 16 s  | 29 s         | 36 min 23 s    | 1 h 59 min 44 s | 24e      |

| Athlète          | Natation (300 m) | Transition 1 | Vélo (8 km) | Transition 2 | Course (2 km) | Temps (athlètes) | Temps (équipe) | Résultat |
| ---------------- | ---------------- | ------------ | ----------- | ------------ | ------------- | ---------------- | -------------- | -------- |
| Jelle Geens      | Forfait          | Forfait      | Forfait     | Forfait      | Forfait       | Forfait          | Forfait        | Forfait  |
| Marten Van Riel  | Forfait          | Forfait      | Forfait     | Forfait      | Forfait       | Forfait          | Forfait        | Forfait  |
| Claire Michel    | Forfait          | Forfait      | Forfait     | Forfait      | Forfait       | Forfait          | Forfait        | Forfait  |
| Jolien Vermeylen | Forfait          | Forfait      | Forfait     | Forfait      | Forfait       | Forfait          | Forfait        | Forfait  |

### Voile
Nota : le résultat barré est le plus mauvais de l’athlète concerné. Il n’est pas pris en compte dans le total.
| Athlètes                      | Compétition | Régates | Régates | Régates | Régates | Régates | Régates | Régates | Régates | Régates     | Régates     | Régates     | Régates     | Régates  | Total net | Classement |
| Athlètes                      | Compétition | 1       | 2       | 3       | 4       | 5       | 6       | 7       | 8       | 9           | 10          | 11          | 12          | CM       | Total net | Classement |
| ----------------------------- | ----------- | ------- | ------- | ------- | ------- | ------- | ------- | ------- | ------- | ----------- | ----------- | ----------- | ----------- | -------- | --------- | ---------- |
| William de Smet               | Laser       | 20      | 7       | 34      | 4       | 13      | 35      | 44      | 18      | non disputé | non disputé | non disputé | non disputé | Éliminé  | 131       | 22e        |
| Yannick Lefèbvre Jan Heuninck | 49er        | 20      | 19      | 5       | 15      | 15      | 7       | 14      | 17      | 19          | 4           | 3           | 9           | Éliminés | 127       | 16e        |

| Athlètes                     | Compétition  | Régates | Régates | Régates | Régates | Régates | Régates | Régates | Régates | Régates | Régates     | Régates     | Régates     | Régates   | Total net | Classement |
| Athlètes                     | Compétition  | 1       | 2       | 3       | 4       | 5       | 6       | 7       | 8       | 9       | 10          | 11          | 12          | CM        | Total net | Classement |
| ---------------------------- | ------------ | ------- | ------- | ------- | ------- | ------- | ------- | ------- | ------- | ------- | ----------- | ----------- | ----------- | --------- | --------- | ---------- |
| Emma Plasschaert             | Laser Radial | 25      | 10      | 11      | 6       | 9       | 16      | 8       | 7       | 16      | non disputé | non disputé | non disputé | 16        | 99        | 7e         |
| Anouk Geurts Isaura Maenhaut | 49er FX      | 17      | 18      | 11      | 5       | 7       | 4       | 4       | 18      | 6       | 7           | 20          | 18          | Éliminées | 115       | 14e        |

| Athlètes                           | Compétition | Régates | Régates | Régates | Régates | Régates | Régates | Régates | Régates | Régates | Régates | Régates | Régates | Régates  | Total net | Classement |
| Athlètes                           | Compétition | 1       | 2       | 3       | 4       | 5       | 6       | 7       | 8       | 9       | 10      | 11      | 12      | CM       | Total net | Classement |
| ---------------------------------- | ----------- | ------- | ------- | ------- | ------- | ------- | ------- | ------- | ------- | ------- | ------- | ------- | ------- | -------- | --------- | ---------- |
| Lucas Claeyssens Eline Verstraelen | Nacra 17    | 15      | 15      | 16      | 18      | 19      | 18      | 20      | 16      | 18      | 15      | 19      | 17      | Éliminés | 186       | 19e        |